# Jan Pohl
Jan Pohl (15. února 1921, Rožďalovice – 23. července 2002, Stará Boleslav) byl český katolický kněz, osobní děkan, čestný papežský prelát, osoba pronásledovaná komunistickým režimem.

## Kněžské začátky
Na kněze vysvěcen 29. června 1946 v Praze. Po vysvěcení se stal kaplanem v Turnově. Před rokem 1948 se stal vedoucím katolických skautů. Ve své práci používal moderních forem apoštolátu a byl mezi věřícími oblíbený. V roce 1949 velmi aktivně vystoupil proti komunisty organizované Katolické akci. Státní bezpečnost si o této činnosti ve svých spisech poznačila: „V přestrojení jako tremp, v krátkých kalhotách objížděl na Českolipsku fary a jako biskupský kurýr rozvážel tajné pastýřské listy a vyzýval kněze, aby se nebáli a četli je veřejně z kazatelen.“
Za svou angažovanost byl v roce 1950 internován v klášteře v Želivi, ačkoliv nebyl řeholním knězem. Řeholní kněží totiž v Želivi byli internováni v rámci Akce K.
V roce 1951 byl propuštěn a ustanoven administrátorem farnosti v Jílovém u Děčína. I zde si brzy získal oblibu u věřících a podařilo se mu brigádnicky provést rozsáhlou opravu jílovského kostela. Svým skepticismem k totalitnímu režimu se ani zde příliš netajil, což bylo důvodem k jeho „rozpracování“ ze strany StB.

## Pronásledování Státní bezpečností
V roce 1960 byl „rozpracován“ ve věcném operativním svazku 3. odb. OO MV v Děčíně (r. č. 5 763 Ústí n. L., bez krycího označení). Dne 3. dubna 1961 byl svazek předán 3. odb. KS MV Ústí nad Labem a o necelý měsíc později, 3. května 1961, byl zrušen. Ukončení tohoto „rozpracování“ bylo v přímé souvislosti s tím, že Pohl byl v roce 1961 získán jako spolupracovník (agent) KS MV Ústí nad Labem s krycím jménem JOSEF (r. č. 6 156 Ústí n. L.).
Na jaře 1961 byl ústeckou StB zatčen katolický kněz Jan Skřivan. Při domovní prohlídce se u něj našly náboženské tiskoviny s „protistátním“ obsahem, o kterých doznal, že je dostal od kněze Jana Pohla. Zatčením Skřivana StB získala proti Pohlovi kompromitující materiál a dne 27. dubna 1961 byl předvolán k výslechu. Byl odvezen do konspiračního bytu na Maxičkách, kde mu bylo vyhrožováno zatčením. Státní bezpečnost ve spise poznačila: „Na Pohlovi bylo vidět, že si je vědom své trestné činnosti, a že má strach z následků. Stále očekával, že se dozví, jaká opatření proti jeho osobě budou provedena.“
Po celodenním výslechu (od 8.15 do 17.30 hodin) byla vyčerpanému Pohlovi dána možnost svůj „poklesek“ odčinit. Por. Milan Marek, který jeho „rozpracování“ řídil, mu nadiktoval dvoustránkový slib spolupráce, který potom Pohl podepsal. Byl zaregistrován jako agent 2. odd. III. odb. KS MV Ústí nad Labem s krycím jménem JOSEF (r. č. 6 156 Ústí n. L.). Jenom na okraj lze uvést, že tento postup charakterizoval ŘO Marek v pozdější době jako „zavázání ke spolupráci na základě dobrovolnosti“. Pohl však již v roce 1962 svou spolupráci dekonspiroval. Přesto s ním byl udržován styk i nadále (člověk, kterému se svěřil, zakrátko zemřel).
Do roku 1965 pracoval v celé řadě farností litoměřické diecéze: Turnov, Děčín-Podmokly, Jílové u Děčína, Javory, Čermná, Libouchec, Krásný Les, Petrovice a Tisá. Od 15. března 1965 se stává farářem ve Cvikově a administruje excurrendo i farnosti Krompach, Kunratice a Mařenice.
Nebyl však "spouštěn z očí" Státní bezpečností a podle jejího hodnocení z roku 1968: „podával zprávy průměrné kvality ... Do rozpracovaných akcí řízen nebyl, ani nebyl seznámen s operativní technikou.“ Na schůzce dne 4. dubna 1968 odmítl kategoricky další spolupráci „s poukazem na tu okolnost, že jsme se již přesvědčili, že duchovní dnes neprovádí ani nepotřebují provádět nepřátelskou činnost“. Na další schůzku se odmítl dostavit a spolupráce s ním tedy byla dne 30. dubna 1968 ukončena. Svazek byl uložen do archivu (a. č. 6 156 Ústí n. L.).

## Vrchol života
Ve funkci cvikovského faráře zažil převrat v roce 1989 a ve službě setrval až do 1. května 2002, kdy byl ze zdravotních důvodů uvolněn z duchovní správy. Za svou práci byl 10. dubna 2001 jmenován čestným papežským prelátem. Závěr jeho služby ve Cvikově byl poznamenán těžkou nemocí, a tak svou poslední mši ve funkci cvikovského faráře slavil těžce nemocný v nemocnici. Poté odešel do kněžského domova ve Staré Boleslavi. V Kněžském domově sv. Václava ve Staré Boleslavi, zaopatřen svátostmi, dne 23. července 2002 ve věku 81 roků zemřel. Poslední rozloučení s ním se konalo ve Cvikově pod vedením litoměřického biskupa Josefa Koukla. Po mši svaté byly jeho tělesné ostatky převezeny do rodných Rožďalovic, kde byl po obřadech pochován na místním hřbitově.